# Okręg wyborczy Calne
Okręg wyborczy Calne powstał w 1295 r. i wysyłał do angielskiej, a następnie brytyjskiej Izby Gmin dwóch deputowanych. W 1832 r. liczbę mandatów przypadających na okręg zmniejszono do jednego. Okręg położony był w hrabstwie Wiltshire. Został zlikwidowany w 1885 r.

## Deputowani do brytyjskiej Izby Gmin z okręgu Calne

### Deputowani w latach 1295–1660
- 1604–1611: Edward Carey
- 1604–1611: John Noyes
- 1621–1622: John Duckett
- 1621–1622: John Prynne
- 1640–1644: George Lowe
- 1640–1653: Hugh Rogers
- 1645–1650: Rowland Wilson
- 1659–1659: Edward Bayntun
- 1659–1659: William Duckett

### Deputowani w latach 1660–1832
- 1660–1661: Edward Bayntun
- 1660–1679: William Duckett
- 1661–1679: George Lowe
- 1679–1685: George Hungerford
- 1679–1679: Walter Norborne
- 1679–1681: Lionel Duckett
- 1681–1685: Walter Norborne
- 1685–1689: John Ernle
- 1685–1689: Thomas Richmond Webb
- 1689–1695: Henry Chivers
- 1689–1690: Lionel Duckett
- 1690–1691: Henry Bayntun
- 1691–1695: William Wyndham
- 1695–1701: Henry Blaake
- 1695–1698: George Hungerford
- 1698–1701: Henry Chivers
- 1701–1701: Walter Long
- 1701–1701: Walter Hungerford
- 1701–1702: Henry Blaake
- 1701–1702: Edward Bayntun
- 1702–1705: Henry Chivers
- 1702–1705: Charles Hedges
- 1705–1710: Edward Bayntun
- 1705–1710: George Duckett, wigowie
- 1710–1713: James Johnston
- 1710–1715: William Hedges
- 1713–1715: William Northey
- 1715–1722: Orlando Bridgeman
- 1715–1722: Richard Chiswell
- 1722–1723: Benjamin Haskins Stiles
- 1722–1723: George Duckett, wigowie
- 1723–1727: Edmund Pike Heath
- 1723–1727: Matthew Moreton
- 1727–1741: William Duckett
- 1727–1734: William Wardour
- 1734–1747: Walter Hungerford
- 1741–1754: William Elliot of Wells, wigowie
- 1747–1761: William Northey
- 1754–1757: Thomas Duckett
- 1757–1761: George Hay
- 1761–1766: Thomas Duckett
- 1761–1762: Daniel Bull
- 1762–1774: Thomas Fitzmaurice
- 1766–1768: John Calcraft
- 1768–1782: John Dunning, wigowie
- 1774–1790: Isaac Barré, wigowie
- 1782–1787: James Townsend
- 1787–1816: Joseph Jekyll
- 1790–1792: John Morris
- 1792–1796: Benjamin Vaughan
- 1796–1802: Francis Baring, wigowie
- 1802–1806: lord Henry Petty, wigowie
- 1806–1807: Osborne Markham
- 1807–1812: Henry Smith
- 1812–1830: James Abercromby, wigowie
- 1816–1831: James Macdonald
- 1830–1832: Thomas Babington Macaulay, wigowie
- 1831–1832: Charles Richard Fox, wigowie

### Deputowani w latach 1832–1885
- 1832–1836: William Fitzmaurice, hrabia Kerry, wigowie
- 1836–1837: John Strangways, wigowie
- 1837–1856: Henry Petty-Fitzmaurice, hrabia Shelburne, wigowie
- 1856–1859: William Frederick Williams, wigowie
- 1859–1868: Robert Lowe, Partia Liberalna
- 1868–1885: lord Edmond Fitzmaurice, Partia Liberalna